# Trentepohlia vitiana
Trentepohlia vitiana là một loài ruồi trong họ Limoniidae. Chúng phân bố ở miền Australasia.